# Phrixotrichus scrofa
Phrixotrichus scrofa is een spinnensoort uit de familie van de vogelspinnen (Theraphosidae).
De wetenschappelijke naam van de soort werd in 1788 als Aranea scrofa gepubliceerd door Molina.